# Onthophagus duporti
Onthophagus duporti là một loài bọ cánh cứng trong họ Bọ hung (Scarabaeidae).